# ها يون سو
ها يون سو (بالكورية: 하연수)‏ هي ممثلة كورية جنوبية. ولدت يوم 10 أكتوبر 1990 في بوسان في كوريا الجنوبية.

## روابط خارجية
- ها يون سو على موقع IMDb (الإنجليزية)
- ها يون سو على موقع ميوزك برينز (الإنجليزية)
- ها يون سو على موقع قاعدة بيانات الفيلم (الإنجليزية)
- ها يون سو على موقع كينوبويسك (الروسية)